# US Airways
US Airways, Inc. là một hãng hàng không lớn đóng trụ sở ở Tempe, Arizona, Hoa Kỳ. Hãng này là một đơn vị của US Airways Group và là hãng hàng không lớn thứ 6 về lượt bay và đứng thứ 8 về giá trị thị trường ở Hoa Kỳ
. Hãng có trung tâm hoạt động ở Charlotte, Philadelphia, Phoenix và duy trì hoạt động thành phố tập trung tại Sân bay quốc gia Ronald Reagan Washington.
Là một thành viên của Star Alliance, hãng hàng không có một đội bay gồm 347 máy bay phản lực mainline và 319 máy bay phản lực khu vực và máy bay cánh quạt kết nối 200 điểm đến tại Bắc Mỹ, Nam Mỹ, châu Âu và Trung Đông.
Năm 2003, US Airways bắt đầu tìm kiếm sự sẵn có của tài trợ và các đối tác sáp nhập. Hãng hàng không sáp nhập vào năm 2005 với America West Airlines, tất cả tài chính đã được sắp xếp bởi US Airways. Sau khi sáp nhập, hãng hàng không mới được giữ lại tên của US Airways. Việc lựa chọn tên là dựa trên các nghiên cứu chỉ ra rằng tên US Airways đã công nhận thương hiệu tốt hơn trên toàn thế giới hơn là America West Airlines.
Hãng này vận hành Shuttle US Airways, thương hiệu US Airways cung cấp dịch vụ theo giờ từ Boston, New York và Washington, DC khu vực dịch vụ hàng không được mang nhãn hiệu US Airways Express, được điều hành bởi công ty hãng hàng không hợp đồng và công ty con. Tính đến tháng 12 năm 2008, US Airways sử dụng 33.765 người trên toàn thế giới và 3.130 chuyến bay mỗi ngày (1.312 US Airways Mainline, 1818 US Airways Express của tháng 12 năm 2008).